# Пајпер PA-47 Пајперџет
Пајпер PA-47 ПајперЏет (енгл. Piper PA-47 PiperJet) је лаки млазни авион производње америчке компаније Пајпер авиони.

## Конструкција и развој
Рад на ПиперЈет авиону је објављен октобра 2006,. Овај авион је настао из потребе да се испрати рад конкурентских фирми које су већ производуке авионе као што су: двомоторни Еклипс 500 и Цесна Цитејшн Мустанг. Захтеви су били да авион мора бити у стању да превезе до 7 путника и крстари брзином од 360 чворова (666,7 km/h) и да има оперативни плафон лета од 10,668.0 метара. Максимални домет је требало да буде око 2 500 km са пуним резервоаром горива од 800 литара. Пајпер је одабрао „Вилијамс интернашонал“ за снабдевање својих ПиперЏет авиона FJ44-3AP турбофан моторима .
Наведена је продајна цена од 2,199 милиона $ (2006. године). Предвиђен је датум продаје са почетком 2010. Од 19. фебруара 2007, Пајпер је најавио да су примили 180 пред-поруџбина за ПиперЈет.
Уградња мотора је предвиђена у репном делу изнад центра масе, што ће веома утицати на стабилизацију. Повећањем потиска мотора, он ће притискати нос авиона ка доле, што може бити врло узнемирујуће за пилота. У првим типовима, конструктори из Пајпера су уградили аутоматски систем за управљање хоризонталном стабилизацијом и нападим углом у зависности од снаге мотора која се постиже. Овај систем је касније замењен системом за управљање млазницама мотора, који је развијен од стране Вилијамс интернашонал компаније, што је довело до смањене масе авиона и једноставнијег процеса уградње.